# La Forge (Onhaye)
Pour les articles homonymes, voir La Forge.
La Forge est un hameau de la commune belge d'Onhaye située en Région wallonne dans la province de Namur.
Avant la fusion des communes de 1977, La Forge faisait partie de la commune de Falaën.

## Situation
Ce hameau condrusien se situe dans la vallée de la Molignée en aval de Sosoye et en amont de Marteau. Le village de Falaën, repris parmi les plus beaux villages de Wallonie, se situe à moins de 2 km au sud du hameau.

## Patrimoine
Les vestiges d'une ancienne tour datant au moins du XVIe siècle font aujourd'hui partie d'un ensemble de constructions en moellons de calcaire situé au pied de la côte menant au hameau de Foy.

## Activités
La Forge est un lieu touristique connu par les draisines de la Molignée partant de l'ancienne gare de Falaën pour rejoindre Warnant et/ou Maredsous. Le hameau possède aussi deux hôtels.